# Balkesjaure (Arjeplogs socken, Lappland, 730363-161700)
Balkesjaure är en sjö i Arjeplogs kommun i Lappland och ingår i Skellefteälvens huvudavrinningsområde. Sjön har en area på 0,196 kvadratkilometer och ligger 460,1 meter över havet.

## Delavrinningsområde
Balkesjaure ingår i det delavrinningsområde (730353-161649) som SMHI kallar för Mynnar i Råvebäcken. Medelhöjden är 462 meter över havet och ytan är 5,29 kvadratkilometer. Det finns inga avrinningsområden uppströms utan avrinningsområdet är högsta punkten. Vattendraget som avvattnar avrinningsområdet har biflödesordning 3, vilket innebär att vattnet flödar genom totalt 3 vattendrag innan det når havet efter 227 kilometer. Avrinningsområdet består mestadels av skog (93 procent). Avrinningsområdet har 0,2 kvadratkilometer vattenytor vilket ger det en sjöprocent på 3,7 procent.